# Steve Cooreman
Steve Cooreman (Lunner, 29 dicembre 1976) è un ex calciatore belga, di ruolo difensore.

## Biografia
È il figlio di Maurice Cooreman.

## Carriera

### Club
Cooreman iniziò la carriera, a livello giovanile, con le maglie di Landegem e Cercle Bruges. Successivamente, vestì le casacche di Gent, Eendracht Aalst, Germinal Beerschot e ancora Gent.
Lasciò poi il paese natio per giocare nei norvegesi dello HamKam. Debuttò nella Tippeligaen il 9 aprile 2006, giocando nel pareggio a reti inviolate contro il Viking. A fine stagione la squadra retrocesse, ma Cooreman restò in rosa, contribuendo con 3 presenze all'immediato ritorno nella massima divisione.
Successivamente a questa esperienza, giocò nel Maldegem e, dal 2011, al Waarschoot.